# Stichopus paradoxus
Stichopus paradoxus, nomen dubium, is een zeekomkommer uit de familie Stichopodidae.
De wetenschappelijke naam van de soort werd in 1885 gepubliceerd door Kurt Lampert.